# Lolita (canción)
«Lolita» es una canción de la actriz y cantante española Belinda, que está incluida dentro de su tercer álbum de estudio Carpe Diem, lanzado el 23 de marzo de 2010 por Capitol Latin.

## Información
La canción fue compuesta por Jimmy Harry, quien ya antes ha trabajado con la cantante, Belinda, Nacho Peregrín, hermano de la cantante, y Alania Beaton.
El tema apareció por primera vez en los primeros capítulos de la telenovela Camaleones, que protagonizó Belinda.